# Pitscheni csata
A pitscheni csata lengyel alakban byczynai csata (lengyelül: Bitwa pod Byczyną, németül: Schalcht bei Pitschen) III. (Vasa) Zsigmond svéd herceg és frissen megválasztott lengyel király lengyel-litván seregei és III. Miksa osztrák főherceg csapatai között zajlott le a lengyel trón birtoklásáért. Az összecsapás Byczyna közelében zajlott le (akkori nevén Pitschen), Sziléziában, 1588. január 24-én és elsöprő lengyel győzelemmel végződött a lengyel parancsnok Jan Zamoyski vezetése alatt. A 3700 lengyel huszár és 2300 gyalogos lesöpörte a csatatérről a 6500 osztrák és német gyalogost, valamint lovast. Az osztrákok kétezer embert vesztettek, míg a lengyelek csak ezret. III. Miksa vereségével az osztrák terjeszkedésnek vége szakadt.